# Lepidium meyenii
A macoa ou maca-peruana (Lepidium meyenii) é um vegetal crucífero nativo da região andina do Peru. O consumo do tubérculo deve-se ao seu valor nutritivo e conteúdo fitoquímico.
Um estudo realizado em 2002 demonstrou que a maca peruana tem uma alta atividade antioxidante em vista da sua habilidade em inibir peroxinitrito, DPPH, peroxilas e degradação da desoxirribose.

## Medicina tradicional
A maca é comercializada por seus supostos efeitos medicinais tradicionais, embora não haja evidências suficientes de que ela tenha algum efeito sobre a saúde ou doença em humanos. Uma revisão sistemática de 2016 encontrou evidências limitadas, em um pequeno número de estudos, na melhora da qualidade do sêmen em homens saudáveis e inférteis. Uma revisão de 2011 não encontrou boas evidências da eficácia da maca como tratamento para os sintomas da menopausa, além de ressaltar a ausência de evidências acerca de sua segurança.